# Acytolepis haani
Acytolepis haani är en fjärilsart som beskrevs av Kalis 1938. Acytolepis haani ingår i släktet Acytolepis och familjen juvelvingar. Inga underarter finns listade i Catalogue of Life.